# Mook
Un mook (/mʊk/) è una pubblicazione periodica simile nel formato cartaceo a un periodico, ma con contenuti da libro collettaneo.
Il termine è una combinazione tra magazine e book, usato per la prima volta nel 1971 alla convention della Fédération Internationale de la Presse Périodique. Il mook è diventato molto popolare soprattutto in Giappone, in particolare per pubblicazioni sulla moda e sulle arti visive.
In Italia sono esempi di mook le pubblicazioni Lettera Internazionale e The Passenger della casa editrice Iperborea.